# 001, operación Caribe
001, operación Caribe (en italiano: A 001, operazione Giamaica, en alemán: Scharfe Schüsse auf Jamaika) es una película de aventuras de Eurospy de 1965, una coproducción internacional entre Italia, España y Alemania, dirigida por un Mel Welles no acreditado. Se le acreditó a Ernst von Theumer por razones de financiación europea.

## Argumento
En la Jamaica de la década de los 60, el FBI envía hasta este escenario caribeño al agente Gerry Stewart para que siga la pista de una banda de criminales que actúa a nivel internacional.

## Reparto
- Larry Pennell ... Agente 001 Ken Stewart (acreditado como Alessandro Pennelli).
- Margitta Scherr ... Jane Peacock.
- Wolfgang Kieling ... Elmer Hayes/Nick.
- Brad Harris ... capitán Mike Jefferson.
- Barbara Valentin ... Gloria.
- Linda Sini ... Señora Cervantes.
- John Bartha ... capitán del barco.
- Ralph Baldwin ... Gil.
- Nando Angelini ... matón de bar.
- Rolf Lüder ... Agente 009 Larry Peacock.
- Roberto Camardiel ... Dueño del bar.
- Christine Schuberth ... Novia engañada.
- Donald Anderson ... Contrabandista de armas jamaicano n.° 1.